# 銀行強盗

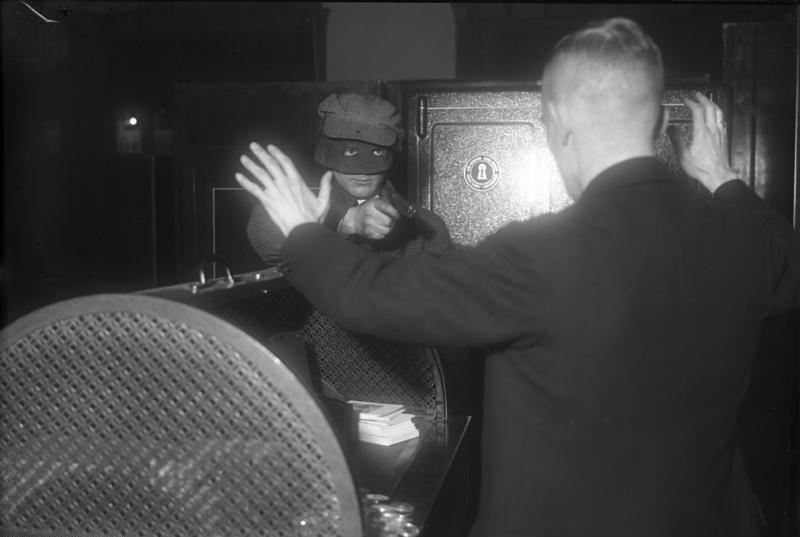
銃で銀行員を脅す銀行強盗

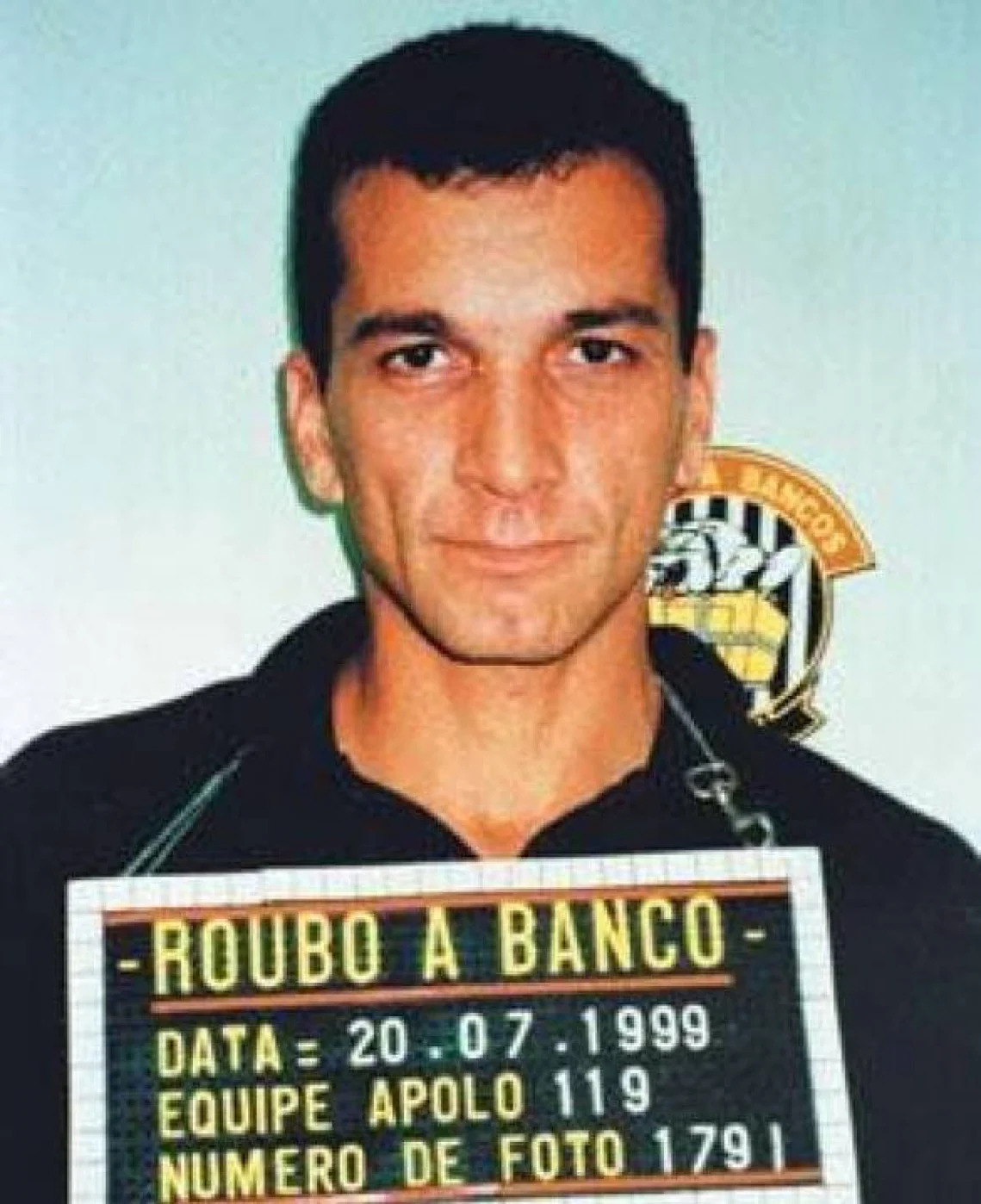

銀行強盗（ぎんこうごうとう、英: bank heist、bank robbery）とは、強盗犯罪の一種。その名のとおり、銀行や郵便局など金融機関を対象とした犯罪行為。金融機関強盗とも。古くは銀行破りとも称す。

## 概要
金融機関には多額の現金が保管されているため、大量の通貨奪取を求めて犯行が行われる。
路上強盗などの通り魔的な類や、コンビニエンスストアなど店舗類、民家や事務所などを狙った強盗事件に比べ、金融機関施設は防犯ビデオや防犯シャッター、強盗撃退用の武器など、装備が充実している点や、職員も対策訓練がされている場合が多いため、検挙率が高いとされている。
世界で初めての銀行強盗は1828年9月14日、5人の男性がオーストラリア銀行を襲撃したオーストラリア銀行強盗事件と言われており、米国で最初の銀行強盗は1831年3月にニューヨークで発生した襲撃事件と言われている。世界で初めて銀行強盗に成功したのは、ジェシー・ジェイムズである（1866年2月13日）。
日本での銀行強盗は、現金輸送中の銀行員襲撃や、金庫破りなどが大正時代からたびたび起こっており、日本内地の銀行を白昼襲った事件としては1924年の愛知農商銀行のピストル強盗があるが、行員の反撃により現金を捨てて逃走したため未遂に終わった。
日本国内の銀行を襲って成功した初の銀行強盗は1932年（昭和7年）10月に、日本共産党が東京府東京市大森区（現在の東京都大田区)にあった川崎第百銀行大森支店で起こした赤色ギャング事件である。これを模倣し同年11月には、ハワイ帰りの元外交員が、アメリカ合衆国ハワイ準州で買った拳銃を使って、兵庫県神戸市の五十六銀行駒ケ林支店を襲い、逃走中に住民らに取り押さえられた事件も起こった。